# Galbadrakhyn Otgontsetseg
Galbadrakhyn Otgontsetseg (Ulã Bator, 25 de janeiro de 1992) é uma judoca cazaque, nascida na Mongólia. Naturalizou-se em 2015.
Foi medalha de bronze nos Jogos Olímpicos de 2016 no Rio de Janeiro